# Anselm Adornes
Anselm Adornes, né à Bruges dans les Pays-Bas bourguignons (actuellement en Flandre) le 8 décembre 1424, et mort à North Berwick (Écosse) le 23 janvier 1483, est un marchand, homme politique et diplomate qui appartient à la cinquième génération de la famille Adornes (nl) à Bruges. Il est également mécène.

## Biographie
Dans le testament du marchand brugeois d'origine génoise Anselm Adornes, rédigé en 1470 avant son voyage à Jérusalem au profit de ses deux filles, il est mentionné la possession de divers tableaux, dont deux sont considérés comme ayant été peints par Jan Van Eyck ; les deux panneaux qu'il y mentionne, et qui ont comme sujet « sinte Fransoys », à savoir Saint François recevant les stigmates, sont de façon tout à fait probable les deux œuvres de Turin et Philadelphie, même s'il n'est pas exclu qu'il ait existé d'autres versions encore.